# Кавторовка
Кавторовка  — деревня в Ромодановском районе Мордовии в составе Анненковского сельского поселения. 

## География
Находится у реки Инсар на расстоянии примерно 5 километров по прямой на юго-запад от районного центра поселка Ромоданово.

## История
Учтена была в 1869 году как владельческая деревня Саранского уезда Пензенской губернии. 

## Население
Постоянное население составляло 63 человека (русские 95%) в 2002 году, 42 в 2010 году .